# Лимбург (Холандија)
Лимбург (хол. Limburg) је најјужнија од дванаест провинција Холандије. Лимбург се на североистоку граничи са Хелдерландом а на северозападу са Северним Брабантом. На западу и југу се граничи са белгијском провинцијом Лимубург а на југу такође са белгијском провинцијом Лијеж или Лајк (фр. Liège, хол. Luik) а на истоку са Немачком. Главни и највећи град провинције је Мастрихт, а други по величини је Венло. Често га називају холандским Лимбургом када је потребно да се направи разлика између ове и истоимене белгијске провинције. 
Лимбург је углавном равничарска провинција, док је на југу брежуљкаста. Најважнија река је река Мас која протиче са југа на север.

## Историја
Име Лимбург потиче од имена утврђеног града Лимбург у Арденима, који се налази у данашњој белгијској провинцији Лијеж. Холандски Лимбург углавном није припадао средњовековном војводству Лимбург. Лимбург је био јединствена провинција Уједињеног Краљевства Низоземске са центром у Мастрихту. Када се Белгија издвојила 1830, поставило се питање коме ће припасти ова провинција. Уговором из Лондона 1839. провинција је подељена на западни део (белгијска провинција Лимбург) и источни део (холандска провиција Лимбург).

## Религија
Лимбург је католички још од Римског доба, а бискуп је редом заседао у Тонгерену, Мастрихту, Лијежу и Рурмонду. Ова бискупија је имала надлежност над највећим делом Лимбурга. 

## Привреда
Поред воћарства, пољопривреде, хемијске индустрије и туризма и производња пива је изузетно честа делатност у Лимбургу. Привреда провинције се налази на 113,1% просека ЕУ.

## Језик и култура
Лимбург се одликује својственим идентитетом којег између осталог чини и лимбуршки језик. Холандске власти су га још 1997. године признале као регионални језик. Од културних појединости ту су још и многи црквени хорови, фанфаре, концертни бендови, стрељачка удружења (хол. schutterijen) и кулинарски специјалитети као што је Лимбуршки тарт (хол. Limburgse vlaai).

## Религија
Према попису из 2005. године, католици су чинили 78% становништва, ирелигиозни 15%, протестанти 2% и припадници осталих религија (ислам, будизам и друге) 5%. Ово је једна од религиознијих покрајина у Холандији.